# ダニエル・ギブソン
ダニエル・ギブソン（Daniel Hiram Gibson, 1986年2月27日 - ）はアメリカ合衆国テキサス州ヒューストン出身の元バスケットボール選手。NBAのクリーブランド・キャバリアーズで活躍。ポジションはポイントガード。188cm、86kg。愛称はBoobie。

## 経歴
大学はテキサス大学でプレイ。2年生の時にはビッグ12カンファレンスのサードチームに選出されている。3年生には進学せず、2006年のNBAドラフトにアーリーエントリーし、クリーブランド・キャバリアーズから2巡目42位の指名を受けた。
ルーキーシーズンとなった2006－2007シーズン、ドラフト下位指名者のギブソンはシーズン中にはさほどプレイタイムを与えられず、1試合平均4.6得点1.2アシスト1.5リバウンドと平凡な数字に終わったが、プレイオフでは一変。チーム史上初のNBAファイナル進出を掛けたデトロイト・ピストンズとのカンファレンスファイナルシリーズでは、勝負どころで次々とシュートを決める強心臓ぶりを発揮。シリーズ中に大出世を遂げたギブソンは6試合中3試合で二桁得点を記録し、特に最終第6戦では5本全てのスリーポイントを成功させ、チームハイとなる31得点を稼ぎ出し、チームをファイナルに導いた。ファイナルの大舞台でもルーキーの怖いもの知らずは続き、1戦目2戦目はチームで2番目の得点を挙げ、3戦目からは故障を抱えたラリー・ヒューズに代わって先発に起用された。
翌07-08シーズンにはオールスターのルーキーチャレンジに出場する。この試合で彼が放ったシュートは全てスリーポイントシュートで、20本のうち11本を沈め、ルーキーチャレンジの最多記録を更新した。33得点の活躍でソフォモアチームを勝利に導き、ルーキーチャレンジのMVPに選ばれた。オフシーズンにはキャブスと5年2080万ドルで再契約に合意。2013年までキャバリアーズ一筋でプレーした。

## NBA個人成績

### レギュラーシーズン
| シーズン | チーム                         | GP  | GS | MPG  | FG%  | 3P%  | FT%  | RPG | APG | SPG | BPG | PPG  |
| -------- | ------------------------------ | --- | -- | ---- | ---- | ---- | ---- | --- | --- | --- | --- | ---- |
| 2006–07  | クリーブランド・キャバリアーズ | 60  | 16 | 16.5 | .424 | .419 | .718 | 1.5 | 1.2 | .4  | .1  | 4.6  |
| 2007–08  | クリーブランド・キャバリアーズ | 58  | 26 | 30.4 | .432 | .440 | .810 | 2.3 | 2.5 | .8  | .2  | 10.4 |
| 2008–09  | クリーブランド・キャバリアーズ | 75  | 0  | 23.9 | .391 | .382 | .767 | 2.1 | 1.8 | .6  | .2  | 7.8  |
| 2009–10  | クリーブランド・キャバリアーズ | 56  | 10 | 19.1 | .466 | .477 | .694 | 1.3 | 1.3 | .4  | .1  | 6.3  |
| 2010–11  | クリーブランド・キャバリアーズ | 67  | 15 | 27.8 | .400 | .403 | .822 | 2.6 | 3.0 | .7  | .3  | 11.6 |
| 2011–12  | クリーブランド・キャバリアーズ | 35  | 7  | 26.2 | .351 | .396 | .791 | 2.9 | 2.2 | .7  | .5  | 7.5  |
| 2012–13  | クリーブランド・キャバリアーズ | 46  | 3  | 20.0 | .340 | .344 | .703 | 1.3 | 1.8 | .7  | .1  | 5.4  |
| Career   |                                | 397 | 77 | 23.5 | .402 | .407 | .780 | 2.0 | 2.0 | .6  | .2  | 7.8  |

### プレーオフ
| シーズン | チーム                         | GP | GS | MPG  | FG%  | 3P%  | FT%   | RPG | APG | SPG | BPG | PPG |
| -------- | ------------------------------ | -- | -- | ---- | ---- | ---- | ----- | --- | --- | --- | --- | --- |
| 2007     | クリーブランド・キャバリアーズ | 20 | 2  | 20.1 | .431 | .409 | .884  | 1.6 | 1.1 | .6  | .2  | 8.3 |
| 2008     | クリーブランド・キャバリアーズ | 11 | 0  | 25.8 | .449 | .452 | .714  | 1.7 | 2.5 | .6  | .2  | 9.0 |
| 2009     | クリーブランド・キャバリアーズ | 14 | 0  | 12.3 | .325 | .357 | 1.000 | .5  | .4  | .1  | .2  | 3.4 |
| 2010     | クリーブランド・キャバリアーズ | 5  | 0  | 4.6  | .286 | .250 | 1.000 | .6  | .2  | .0  | .0  | 1.4 |
| Career   |                                | 50 | 2  | 17.6 | .415 | .407 | .871  | 1.2 | 1.1 | .4  | .2  | 6.4 |

## プレイスタイル
レブロン・ジェームズにマークが集中し、フリーになり3ポイントシュートを連発というのが得意技。そのため、レブロンからも厚い信頼を得ている。規定数に達しなかったため目立たなかったが、実はルーキーシーズン怪我をするまでは3P成功率3位だった。2年目の2007-2008シーズンも、そのシュートタッチはさらに向上し、成功率4位という成績を残した。